# Les Moitiers-en-Bauptois
Les Moitiers-en-Bauptois [le mwatje ɑ̃ botwa] est une ancienne commune française du département de la Manche et de la région Normandie, peuplée de 318 habitants. Elle a été intégrée le 1er janvier 2017 dans la commune de Picauville.

## Toponymie
Le nom de la localité est attesté sous les formes de Monasteriis 1226, les Moustiers 1437.
En toponymie, moitiers, plus communément moutiers, issu du latin monasterium, « monastère », désigne sous cette forme plurielle un duo d'églises. En Normandie, ce toponyme est présent dans Moutiers-au-Perche, Les Moutiers-en-Auge, Les Moutiers-en-Cinglais et Les Moutiers-Hubert. La forme moitiers, également présente dans Les Moitiers-d'Allonne, est attestée en anglo-normand.
L'affixe en Bauptois, est issu du nom de l'ancienne contrée appelée Bauptois, dans la circonscription de laquelle se situait cette paroisse. Ce nom, que l'on écrivait autrefois Balta, issu du pré-latin balt, qui signifie un « lieu couvert ou entouré d'eaux », « dans une région marécageuse », implicite allusion à Baudre et à la « racine pré-latine baudr- (boue) »,,.

## Histoire

### Antiquité
Le village s'est fixé sur l'ancienne voie romaine de Coutances à Valognes.

### Moyen Âge
En 1190, Guillaume de Tournebut confirme le patronage (alternatif) de l'église Notre-Dame à l'abbaye de Blanchelande.
Les barons de Saint-Sauveur-le-Vicomte revendiquaient la possession de « toute la rivière d'Ouve, depuis la croix à la Postrerye près de la commune de Golleville, au-dessus de Néhou, jusqu'à Longraque [Longuerac], près des Moytiers (Les Moitiers-en-Bauptois). ».

### Temps modernes
Pour le fief des Moitiers, Gilles Ferron, écuyer est taxé en 1567 dans le rôle du ban et d'arrière-ban de la vicomté de Carentan,.
Toujours en 1567, Jean ou Jehan de Pierrepont, écuyer, tenant le fief noble du Roncerey aux Moitiers-en-Bauptois, en la vicomté de Carentan, et sieur d'Estienville, en la vicomté de Valognes, est taxé de vingt six livres dans le rôle du ban et d'arrière-ban de la vicomté de Coutances réalisé par Gilles Dancel, seigneur d'Audouville, lieutenant général du bailli de Cotentin, les 20 et 22 octobre.
En 1581, Guillaume de Pierrepont, seigneur du Ronceray et d'Étienville, est l'un des signataires du plan terrier de Picauville daté du 8 octobre 1581 établi à la suite de différends relatifs à la propriété et à l'usage des marais.
Hervé de Pierrepont († 1662), chevalier, fut seigneur et patron du Ronceray (le Roncheray), d'Étienville, Flottemanville, Urville, Rouville (Orglandes), et gouverneur pour le roi aux ville et forteresse de Granville. Lui succède, son héritier et neveu, Antoine Garaby de La Luzerne (1617-1679) moraliste et poète, seigneur du Ronceray, d'Étienville, de la Luzerne (Montchaton), chevalier de Saint-Michel, inhumé dans le chœur de l'église Saint-Georges d'Étienville.

### Époque contemporaine

#### XXIesiècle
Le 1er janvier 2017, Les Moitiers-en-Bauptois fusionne avec Picauville (arrêté du préfet de la Manche de juillet 2016).
Par décision du conseil de la commune nouvelle de Picauville, le statut de commune déléguée est supprimé à partir du 1er janvier 2022.

## Politique et administration

### Liste des maires
| Période                                                                               | Période       | Identité                | Étiquette | Qualité                               |
| ------------------------------------------------------------------------------------- | ------------- | ----------------------- | --------- | ------------------------------------- |
| 1790…                                                                                 |               | S. Le Danois            |           | Abbé                                  |
| 1791                                                                                  | 1793          | Léonor Férey            |           |                                       |
| …1795                                                                                 |               | François Luce           |           |                                       |
| 1795                                                                                  | 1812          | Pierre Le Roux          |           |                                       |
| 1811                                                                                  | 1813          | Léonor Ferey            |           |                                       |
| 1813                                                                                  | 1819          | Charles François Loquet |           |                                       |
| 1819                                                                                  | 1831          | Pierre Dufour           |           |                                       |
| 1831                                                                                  | 1841          | François Patrix         |           |                                       |
| 1841                                                                                  | 1847          | Marcel Lesage           |           |                                       |
| 1847                                                                                  | 1848          | Jean Raisin             |           |                                       |
| 1848                                                                                  | 1850          | Marcel Lesage           |           |                                       |
| 1850                                                                                  | 1859          | Jean Rabé               |           |                                       |
| 1860                                                                                  | 1865          | Gabriel du Mesnildot    |           |                                       |
| 1865                                                                                  | 1871          | Jean Anquetil           |           |                                       |
| 1871                                                                                  | 1888          | François André          |           |                                       |
| 1888                                                                                  | 1902          | Jean Cottin             |           |                                       |
| 1902                                                                                  | 1908          | Charles Enquebecq       |           |                                       |
| 1908                                                                                  | 1919          | François Cottin         |           |                                       |
| 1919                                                                                  | 1929          | Pierre Martin           |           |                                       |
| 1929                                                                                  | 1933          | Désiré Ferey            |           |                                       |
| 1933                                                                                  | 1945          | Albert Mouchel          |           |                                       |
| 1945                                                                                  | 1955          | Gustave Lebrene         |           |                                       |
| 1955                                                                                  | 1983          | François Verdier        |           |                                       |
| 1983                                                                                  | mars 2014     | Rémy Marie              |           | Secrétaire de mairie                  |
| mars 2014                                                                             | décembre 2016 | Olivier Desheulles      | SE        | Profession rattachée à l'enseignement |
| Une partie des données est issue d'une liste établie par Jean Pouësel et Gui Boisset. |               |                         |           |                                       |

| Période    | Période       | Identité           | Étiquette | Qualité                               |
| ---------- | ------------- | ------------------ | --------- | ------------------------------------- |
| janv. 2017 | mai 2020      | Olivier Desheulles | SE        | Profession rattachée à l'enseignement |
| mai 2020   | décembre 2021 | Claude Chantreuil  | SE        | Chef d'entreprise retraité            |

### Circonscriptions électorales
À la suite du décret du 5 mars 2020, la commune de Picauville est entièrement rattachée au canton de Carentan-les-Marais.

## Population et société
Les habitants de la commune sont appelés les Motelons.

### Démographie
L'évolution du nombre d'habitants est connue à travers les recensements de la population effectués dans la commune depuis 1793. À partir du 1er janvier 2009, les populations légales des communes sont publiées annuellement dans le cadre d'un recensement qui repose désormais sur une collecte d'information annuelle, concernant successivement tous les territoires communaux au cours d'une période de cinq ans. 
Pour les communes de moins de 10 000 habitants, une enquête de recensement portant sur toute la population est réalisée tous les cinq ans, les populations légales des années intermédiaires étant quant à elles estimées par interpolation ou extrapolation. Pour la commune, le premier recensement exhaustif entrant dans le cadre du nouveau dispositif a été réalisé en 2007,.
En 2019, la commune comptait 318 habitants, en évolution de −8,36 % par rapport à 2014 (Manche : +0,44 %, France hors Mayotte : +2,49 %).
| 1793 | 1800 | 1806 | 1821 | 1831 | 1836 | 1841 | 1846 | 1851 |
| ---- | ---- | ---- | ---- | ---- | ---- | ---- | ---- | ---- |
| 830  | 849  | 926  | 736  | 691  | 692  | 647  | 623  | 622  |

| 1856 | 1861 | 1866 | 1872 | 1876 | 1881 | 1886 | 1891 | 1896 |
| ---- | ---- | ---- | ---- | ---- | ---- | ---- | ---- | ---- |
| 607  | 540  | 546  | 474  | 488  | 450  | 439  | 423  | 395  |

| 1901 | 1906 | 1911 | 1921 | 1926 | 1931 | 1936 | 1946 | 1954 |
| ---- | ---- | ---- | ---- | ---- | ---- | ---- | ---- | ---- |
| 391  | 392  | 366  | 311  | 295  | 282  | 304  | 291  | 264  |

| 1962 | 1968 | 1975 | 1982 | 1990 | 1999 | 2007 | 2011 | 2016 |
| ---- | ---- | ---- | ---- | ---- | ---- | ---- | ---- | ---- |
| 259  | 267  | 268  | 268  | 305  | 288  | 317  | 337  | 328  |

| 2019 | - | - | - | - | - | - | - | - |
| ---- | - | - | - | - | - | - | - | - |
| 318  | - | - | - | - | - | - | - | - |

## Économie
La commune se situe dans la zone géographique des appellations d'origine protégée (AOP) Beurre d'Isigny et Crème d'Isigny.

## Culture locale et patrimoine

### Lieux et monuments
- Église Notre-Dame des XIIe, XVIIe – XXe siècles avec sa tour en façade de la nef et clocher avec toit en bâtière. L'édifice abrite une statuette Vierge allaitant l'Enfant du XVIIe classée en 1974 au titre objet aux monuments historiques[28], un bas-relief blason des de Pierrepont du XVIIe, une épitaphe gothique du XVIe, des fonts baptismaux du XVIIIe, une statue de Saint Martin du XVIIIe, une verrière du XXe de F. Chapuis et J. Ghiglione.

En mars 1794, l'église fut transformé en Temple de la Raison.
- If funéraire multiséculaire de 9 mètres de circonférence classé arbre remarquable.
- Manoir de la Cour des Moitiers des XVIe – XVIIe siècles.
- Manoir de la Dorglanderie des XVIIe – XXe siècles.
- Manoir de la Juganvillerie des XVe – XVIIIe siècles.
- Grange dîmière.
- Oratoire Saint-Martin (1962). On venait l'invoquer pour guérir les fièvres.
- Chapelle Notre-Dame de Fatima du XXe siècle, au bord de la Douve à Longerac. Elle abrite un autel du Moyen Âge et des lavabos des XVe et XVIe siècles.
- Croix de cimetière du XVIIIe siècle.
- Croix de chemin du XIXe siècle.
- Rives de la Douve.
- Jardin remarquable de Basroger (2 500 m2).

### Personnalités liées à la commune
- Antoine Garaby de La Luzerne (1617-1679), seigneur du Ronceray.
- Louis Le Danois (Les Moitiers-en-Bauptois, 1744 - Paris, 1792), prêtre administrateur à l'église Saint-Roch de Paris. Il refusa de prêter serment à la Constitution civile du clergé et sera arrêté et massacré aux Carmes le 2 septembre 1792. Il est béatifié en 1926[7].
- Paul Affolter (1859-1929), relieur né dans la commune.